# Moškovec
Moškovec (allemand : Moschendorf, hongrois : Moskóc) est un village de Slovaquie situé dans la région de Žilina.

## Histoire
La première mention écrite du village date de 1258.

## Démographie

### Évolution de la population
| Année:               | 1994. | 2004.   | 2014.   | 2024.    |
| -------------------- | ----- | ------- | ------- | -------- |
| Nombre de personnes: | 67    | 63      | 64      | 83       |
| Différence:          |       | -5,97 % | +1,58 % | +29,68 % |

| Année:               | 2023. | 2024.    |
| -------------------- | ----- | -------- |
| Nombre de personnes: | 69    | 83       |
| Différence:          |       | +20,28 % |